# Нидерландская школа
Нидерландская школа, предпочтительно франко-фламандская школа — группа композиторов французского (валлонского) и фламандского происхождения родом из южных областей Исторических Нидерландов: Эно, Брабанта и Фландрии, работавших со второй трети XV до конца XVI веков преимущественно за пределами своей родины — на территории (современных) Италии, Франции, Германии, Австрии.
Термин «нидерландская школа» ввёл в обиход науки австрийский музыковед Р. Г. Кизеветтер (1829).

## Общая характеристика
Основное место в творчестве композиторов нидерландской школы занимала (католическая) церковная многоголосная музыка, главным образом, мессы и мотеты. Последние сочинялись преимущественно на (латинские) тексты Псалтири, но также на некоторые тексты Нового завета (особенно на текст славословия Девы Марии из Евангелия от Луки, так называемый магнификат); встречаются мотеты на гимнографические духовные тексты (небиблейские). В творчестве Жоскена Депре главенствующей стала новая разновидность этого жанра — мотет со сквозной имитацией.
Вместе с тем, композиторам нидерландской школы принадлежит много светской музыки, прежде всего, многоголосные песни в разных песенных жанрах — на французском (шансон), итальянском, фламандском, немецком (Lied) и других языках.
Несмотря на разнообразие жанров и композиционных техник, нидерландскую школу принято ассоциировать с вокальным многоголосием, написанным по законам имитационной полифонии.

## Периодизация
В нидерландской школе обычно выделяют несколько исторических периодов, причём каждый последующий период начинается ещё в рамках предыдущего.
- 1-й период, первая нидерландская школа, ныне её чаще именуют бургундской; название указывает на деятельность композиторов этого периода при дворах бургундского герцога, середина XV в.; представители — Гийом Дюфаи, Жиль Беншуа и Антуан Бюнуа. Для мастеров «первой нидерландской школы» важным оказался творческий опыт английского композитора Джона Данстейбла.
- 2-й период, вторая нидерландская школа, 50-е годы XV в. — начало XVI в.: Йоханнес Окегем (ведущий представитель периода), Александр Агрикола, Хайне ван Гизегем, Якоб Обрехт;
- 3-й период, 80-е годы XV в. — 1521 г.; центральная фигура — Жоскен Депре;
- 4-й период, 1520—1560 гг., творчество Николя Гомберта и Климента-не-Папы;
- 5-й период, середина и конец XVI в., деятельность Орландо Лассо и Филиппа де Монте[1].

Впрочем, этого разделения на периоды музыковеды придерживаются нестрого. К нидерландской школе относят также Антуана Брюмеля, Луазе Компера, Пьера де ла Рю, Хенрика Изака, Генриха Финка, Адриана Вилларта,Чиприано де Роре и других композиторов.
Влияние нидерландской школы распространилось за пределы эпохи Возрождения. Технику нидерландских полифонистов глубоко изучали выдающиеся композиторы последующих эпох — И. С. Бах, М. И. Глинка, С. И. Танеев, А. фон Веберн и мн. др.